# 毒殺テロリスト
毒殺テロリスト（どくさつてろりすと）は、1995年～2011年まで活動していた日本のヴィジュアル系ロックバンド。
時々、一日限りの再結成をする事もある。
新潟県を中心に活動しており、メンバーの入れ替えも何度かあった。2011年に解散しているが前述の通り一日限定の再結成や､再結成では無いものの2020年になっても新曲がリリースされている｡
過激な歌詞や童謡などの下ネタ替え歌や バンギャルをネタにした歌、世間を騒がせた大事件や政治などの風刺ネタの楽曲､どこかで聞いたようなフレーズのふりかけなどの曲が多い。そのあまりの過激さから一部で熱狂的な支持を得た。

## メンバー(再結成時）
イチロウ
ボーカル
Akubi
ギター
あゆ
ベース
妖一
ドラムス

## 旧メンバー
涼
ベース
めぐ
ベース
HISAJU
ドラムス
KEN-chan
ベース
絵生絵夢ShiLo-P
ドラムス

## ディスコグラフィ

### アルバム
- 放送禁止カタログ（1997年08月08日）
- 頭の悪くなるCD（1998年07月01日）
- ネクラ大戦（2000年07月07日）
- ベスト!毒殺テロリスト。1（2001年04月25日）
- 淫行の宴（2002年05月15日）
- 子供に聞かせたくない童謡（2003年07月27日）
- スーパーベスト～毒唄～（2003年08月03日）
- 池沼の逆襲（2009年11月14日）
- 新型毒殺那2020 DCOVID-20(2020年5月29日･デジタル配信限定版)[2]

### 参加オムニバス
- 殺害サドンデス（1995年07月21日）
- 発禁流出（1996年04月01日）
- 殺害ゲテモノ最凶タッグ決定リーグ戦（1996年12月24日）
- 大熊小鹿馬場鶴田（1997年12月16日）
- INDIES CHILDREN'99 ～新種誕生～新潟（1999年06月05日）
- 原石の庭（2001年12月05日）
- 殺害カバーオムニバス3　大熊小鹿馬場鶴田蛾次郎（2002年01月01日）
- 烏合の衆～好きなことをやりたいように出来ないインディーズへのアンチテーゼなオムニバス～（2002年06月16日）[3]
- 殺害カバーオムニバス5　大熊小鹿馬場鶴田キラー完。（2003年01月01日）
- 大熊小鹿馬場鶴田キラー完（2003年12月24日）
- 毒医捜患（2004年03月13日）
- NIGATA MUSICISM MAJORBOAT FINAL 2003（2004年06月26日）
- 白い群衆（2016年01月27日）